# الجرابي (إب)

تعديل مصدري - تعديل

الجرابي هي إحدى قرى عزلة شعب يافع بمديرية إب التابعة لمحافظة إب، بلغ تعداد سكانها 104 نسمة حسب تعداد اليمن لعام 2004.